# Ibo (Mozambique)
Ibo es una villa y también uno de los dieciséis   distritos  que forman la provincia de Cabo Delgado  en la zona septentrional  de Mozambique, región  fronteriza con Tanzania , a orillas del lago Niassa y  región costera en el  Océano Índico.

## Características
Pertenece al archipiélago de las Quirimbas, que está compuesto por las islas de Fiõ, Ibo, Matemo, Ninave, Quilálea, Quirambo, Quirimba, Rolas y Sencar.
Ibo tiene una superficie de 48 km² y según datos oficiales de 1997 una población de 7.061 habitantes, lo cual arroja una densidad de 147 habitantes/km².

## División administrativa
Este distrito formado por  dos localidades, se divide en dos puestos administrativos (posto administrativo), con la siguiente población censada en 2005:
- Ibo, sede, 5 533.
- Quirimba, 3 240.